# Pye Records
Pye Records var ett brittiskt skivbolag.
Pye var från början endast säljare av radio- och tv-apparater, men sedan bolaget 1953 köpt upp skivbolaget Nixa var de med i den branschen också. De köpte Polygon Records 1955, ett skivmärke som användes av Petula Clark. Bolaget gick under namnet Pye Nixa Records fram till 1959 då man bytte till ovanstående namn. Stora british invasion-artister som the Searchers och the Kinks knöts till bolaget. Man distribuerade också många amerikanska skivbolag som Chess Records, A&M Records, Kama Sutra Records och King Records. Därmed gav bolaget ut musik med artister som James Brown, Chuck Berry, Chris Montez och Dionne Warwick i Storbritannien. 1980 förlorade bolaget rätten till sitt namn och bytte till PRT Records.
Artister på skivbolaget
- Petula Clark
- Donovan
- Carl Douglas
- The Foundations
- Jimmy James and the Vagabonds
- The Kinks
- The Searchers
- The Real Thing
- Sandie Shaw
- Space
- Status Quo (under sin tidiga karriär)
- Jackie Trent